# Speed of Light (singel)
Speed of Light – pierwszy singel brytyjskiego zespołu heavymetalowego Iron Maiden, pochodzący z ich szesnastego albumu studyjnego, The Book of Souls.

## Skład
- Bruce Dickinson – wokal prowadzący
- Dave Murray – gitara
- Janick Gers – gitara
- Adrian Smith – gitara
- Steve Harris – gitara basowa
- Nicko McBrain – perkusja